# Daniel Brännstam
Daniel Armando Brännstam, född 24 juni 1993 i Stockholm, är en svensk-honduransk kickboxare och taekwondoutövare Han inledde sin karriär 2009 och vann sin första titel 2011. Han avslutade sin kampsports karriär 2017 på grund av en knäskada. 2018 grundade han Tyresö Taekwondo Academy tillsammans med Stefan Andersson. 
Svenskmästare -70kg kickboxning 2011
Europeiska cupen Guld -70kg taekwondo 2013
EM Brons lagkamp taekwondo 2014 
Svenskmästare -78kg taekwondo 2015
Svenskmästare -78kg taekwondo 2016
Världsmästare -74kg kickboxning 2016
Årets idrottsprestation 2017 Tyresö kommun. ”Daniel Brännstam har genom sina framgångar visat på ett extra ordinär drivkraft. Att nå hela vägen och ta hem både SM- och VM-guld i sin idrott fullbordar ett fantastiskt 2016.På hemmaplan verkar han också som huvudinstruktör och är där en mycket populär ledare och förebild för föreningens alla barn och ungdomar”